# Hikaru Masai
Hikaru Masai (政井光, Masai Hikaru; * 2. července 1987) je japonská popová zpěvačka. Pochází z prefektury Tojama. V minulosti vystupovala pod mononymem Hikaru, nyní vystupuje pod uměleckým jménem Helical (ヘリカル, Herikaru, stylizováno jako H-el-ical//). V roce 2007 se po absolvování konkurzu organizovaného společností Sony Music Japan stala vokalistkou skupiny Kalafina skladatelky Juki Kadžiury, která se věnovala hudbě k animovaným seriálům a filmům. Debutovala v roce 2008 na singlu Sprinter. Její profil na oficiálních stránkách skupiny zmiňuje střední až vyšší hlasový rejstřík a „silný, stylový a pronikavý“ hlas. Kalafina se rozpadla v roce 2019; Masai 20. října 2018 po vypršení smlouvy opustila agenturu Space Craft, pod níž skupina spadala. Následovala tak Juki Kadžiuru, jež na svůj post rezignovala v únoru téhož roku.
V listopadu 2019 zahájila sólovou kariéru pod jménem H-el-ical//. V dubnu roku 2020 vydala pod nahrávací společností NBCUniversal Entertainment Japan svůj první singl s názvem Altern-ate-, jehož titulní skladba byla použita jako ústřední melodie pro televizní anime Gleipnir. Singl se umístil na 9. místě hudebního žebříčku Oricon. Později v témže roce vydala mini alba H-el-ical// a elements, v listopadu pak singl Disclose, který byl použit jako ukončovací znělka anime Magacu Wahrheit: Zuerst.

## Diskografie

### Singly
- Altern-ate (2020)
- disclose (2020)
- JUST DO IT (2021)
- The Sacred Torch (2021)

### Mini alba
- H-el-ical // (2020) – limitované vydání
- elements (2020) – limitované vydání
- Blooming (2020)